# Sąd Apelacyjny we Wrocławiu
Sąd Apelacyjny we Wrocławiu – organ wymiaru sprawiedliwości powołany do rozstrzygania spraw w II instancji mieszczący się przy ul. Tadeusza Zielińskiego 1 we Wrocławiu.

## Status prawny
Sąd apelacyjny jest państwową jednostką organizacyjną nieposiadającą osobowości prawnej. Wszystko zaczęło się od uchwalonej przez Sejm w 1990 roku Ustawy z dnia 13 lipca o powołaniu sądów apelacyjnych oraz o zmianie ustawy – Prawo o ustroju sądów powszechnych, Kodeks postępowania cywilnego, Kodeks postępowania karnego, o Sądzie Najwyższym, o Naczelnym Sądzie Administracyjnym i o Krajowej Radzie Sądownictwa (Dz.U. z 1990 r. nr 53, poz. 306), której art. 1 ust. 1 brzmi: „Powołuje się sądy apelacyjne jako sądy powszechne”. 
Zasady finansowania i rozliczania odbywają się według zasad określonych dla jednostek budżetowych oraz szczegółowych zasad prowadzenia gospodarki finansowej i działalności inwestycyjnej sądów powszechnych zawartych w rozporządzeniu ministra sprawiedliwości.
Obszar właściwości apelacji wrocławskiej:
- Sąd Okręgowy we Wrocławiu
- Sąd Okręgowy w Jeleniej Górze
- Sąd Okręgowy w Legnicy
- Sąd Okręgowy w Opolu
- Sąd Okręgowy w Świdnicy

## Struktury organizacyjne
Sądy apelacyjne funkcjonują w strukturach sądów powszechnych, które rozstrzygają w drugiej instancji środki odwoławcze od orzeczeń okręgowych sądów, które wydawane są w pierwszej instancji. 
Dotyczy to spraw z zakresu: 
- prawa cywilnego – również gospodarczego, rodzinnego i opiekuńczego przez Wydział I Cywilny,
- prawa karnego – przez Wydział II Karny,
- prawa pracy i ubezpieczeń społecznych – przez Wydział III Pracy i Ubezpieczeń Społecznych,
- sprawowanie nadzoru nad działaniem administracyjnym powszechnych sądów, działalnością notariuszy i organów notarialnego samorządu, działalnością komorników.

W Sądzie Apelacyjnym we Wrocławiu utworzono następujący wydziały:
- Wydział I Cywilny.
- Wydział II Karny.
- Wydział III Pracy i Ubezpieczeń Społecznych.
- Wydział IV Wizytacji.
- Wydział V Cywiny.

## Historia
1 lipca 1949 roku utworzono Sąd Apelacyjny we Wrocławiu, w którego skład weszły sądy okręgowe we, Brzegu, Głogowie z siedzibą w Nowej Soli, Jeleniej Górze, Kłodzku, Legnicy, Oleśnicy i Świdnicy. 1 stycznia 1951 roku Sąd Apelacyjny został przekształcony w Sąd Wojewódzki we Wrocławiu. Sądy okręgowe zostały zniesione, a sądy grodzkie przekształcono w sądy powiatowe.
1 października 1990 roku utworzono Sąd Apelacyjny we Wrocławiu, który obejmował województwa: wrocławskie, jeleniogórskie, legnickie, opolskie i wałbrzyskie.
Prezesi Sądu Apelacyjnego:
1949–1950. Antoni Olbromski.
1991–1995. Władysław Syryca.
1995–2003. Jan Linowski.
2003–2009. Marian Gruszczyński.
2009–2015. Andrzej Niedużak.
2015–2017. Grażyna Szyburska-Walczak.
2017–2018. Konrad Wytrykowski.
2018–2019. Jan Gibiec.
2019–2024. Jacek Saramaga.
2024–nadal Jacek Gołaczyński